# Plac Kazimierza Wielkiego w Będzinie
Plac Kazimierza Wielkiego (Stary Rynek) – plac w Starym Mieście w Będzinie, w dzielnicy Śródmieście, dawny rynek.

## Historia
Handel w Będzinie prowadzono co najmniej od XI wieku, sprzedawano głównie zagraniczne dobra luksusowe. Rynek został wytyczony w średniowieczu, przed lokacją miasta w 1358 roku. Podczas badań ratunkowych w 1977 roku stwierdzono cztery poziomy użytkowania Rynku, z czego najstarszy pochodzi z X–XI wieku. Był to centralny plac miasta, wykorzystywany jako plac targowy. W części południowo-zachodniej miasta znajdował się drugi plac targowy – Rynek Rybny (w dokumentach notowany jest Różany Rynek, który leżał być może w rejonie dzisiejszego Rynku Rybnego; lokalna ludność trudniła się rybołówstwem, gdyż poziom Czarnej Przemszy był wyższy, a sama rzeka miała inny przebieg niż współcześnie; dziś po Targu Rybnym pozostała tylko nazwa ulicy). Oba te rynki nie zostały wyznaczone w dokumencie lokacyjnym, co może wskazywać na posiadanie przez osadę ius forensis (prawa do organizowania jarmarku). Poza murami miejskimi handlowano na Nowym Rynku, dziś placu 3 Maja, oraz na południu miasta odbywał się targ szewski.
Miasto otrzymało pierwszy przywilej targowy w 1576 roku, wyznaczający sobotę jako dzień targowy. Targi odbywały się w 1589 roku w środy. Środa została wybrana z uwagi na konieczność dojazdu kupców do Krakowa na targ w sobotę. W XV wieku organizowano pięć targów rocznych, a w drugiej połowie XVII wieku sześć: w święto Trójcy Świętej, w pierwszą niedzielę po święcie Matki Boskiej Zielnej (15 sierpnia), w pierwszą niedzielę po wspomnieniu św. Michała, w dzień wspomnienia św. Tomasza i w śródpoście. Król August III Sas odnowił przywileje targowe w 1750 roku, wyznaczając sześć dat: w niedzielę po Nowym Roku, w niedzielę po pierwszym poście, w dzień wspomnienia św. Wojciecha, w pierwszą niedzielę po dniu wspomnienia św. Antoniego, w pierwszą niedzielę po święcie Narodzenia Najświętszej Maryi Panny oraz w dzień wspomnienia św. Marcina. Ukaz carski z 1894 roku podtrzymał przywilej sześciu jarmarków w środy: w środę po święcie Trzech Króli, po dniu wspomnienia św. Wojciecha, po dniu wspomnienia św. Piotra i Pawła, po święcie Narodzenia Najświętszej Maryi Panny oraz po uroczystości Wszystkich Świętych. Ustalono cotygodniowy targ w środy w 1918 roku na Starym Rynku i na halowym targowisku przy ul. Modrzejowskiej.
Kamienice pierzei północnej zostały zburzone podczas niemieckiej okupacji (Niemcy podczas okupacji zrujnowali zabudowę miasta, zdewastowali 615 budynków, z czego 138 zostało całkowicie zniszczonych, a podczas samych działań wojennych w styczniu 1945 roku nie doszło do dużych zniszczeń zabudowy). 27 lipca 1945 roku, na V sesji rady miasta, zmieniono nazwę rynku z pl. Mościckiego na pl. Wolności.
Na potrzeby budowy trasy szybkiego ruchu prowadzącej do Huty Katowice w Dąbrowie Górniczej w latach 70. XX wieku rozebrano ostatecznie wszystkie budynki przy północnej pierzei rynku. Przebudowa ta doprowadziła do przerwania tradycji handlowych na Starym Rynku. W świadomości mieszkańców nie jest to już miejsce centralne, za takie uważa się ul. Stanisława Małachowskiego i jej otoczenie.
Dzisiejsza nazwa placu obowiązuje od 1977 roku.

## Architektura
Rynek był położony w centrum owalnego założenia miejskiego; czworoboczny, lekko przesunięty w kierunku północnym. Pierwotny rynek rozciągał się jeszcze dalej na północ, w rejonie dzisiejszej drogi szybkiego ruchu – alei Hugona Kołłątaja. Z narożników placu wychodziły po dwie ulice. Wzdłuż północnej pierzei przebiegała ulica prowadząca od wschodu do Bramy Krakowskiej. Ulica wychodząca z południowej pierzei rynku prowadziła do Bramy Bytomskiej na zachodzie. Ulica Krakowska (dzisiejsza Kołłątaja) dochodziła do północno-wschodniego narożnika rynku, a z drugiej wychodziła ulica Bytomska. Obie te ulice były częścią drogi prowadzącej z Korony na Śląsk.
Zabudowa wokół rynku była murowana, w przeciwieństwie do pozostałych drewnianych budynków w Będzinie (w 1823 roku w Będzinie stały trzy budynki murowane i 256 drewnianych; możliwe, że więcej budynków murowanych istniało w średniowieczu). Najstarsza zabudowa mieszkalna Będzina była skoncentrowana wokół rynku. W południowo-zachodnim rejonie rynku prawdopodobnie znajdował się ratusz; stał co najmniej do 1823 roku i był prawdopodobnie murowany. Relikty ratusza, zdaniem Włodzimierza Błaszczyka, były widoczne w wykopie pod drogę Katowice–Huta Katowice. W obrębie zachodniej pierzei znajdował się dom wójtowski, nazywany w drugiej połowie XVIII wieku domem wjezdnym. Płyta rynku była wyłożona brukiem od XV wieku.
Siedem kamienic przy placu (numery: 5, 10, 11, 15, 27–29) zostało wpisanych do gminnej ewidencji zabytków; kamienica pod numerem 27 to pustostan.

## Galeria

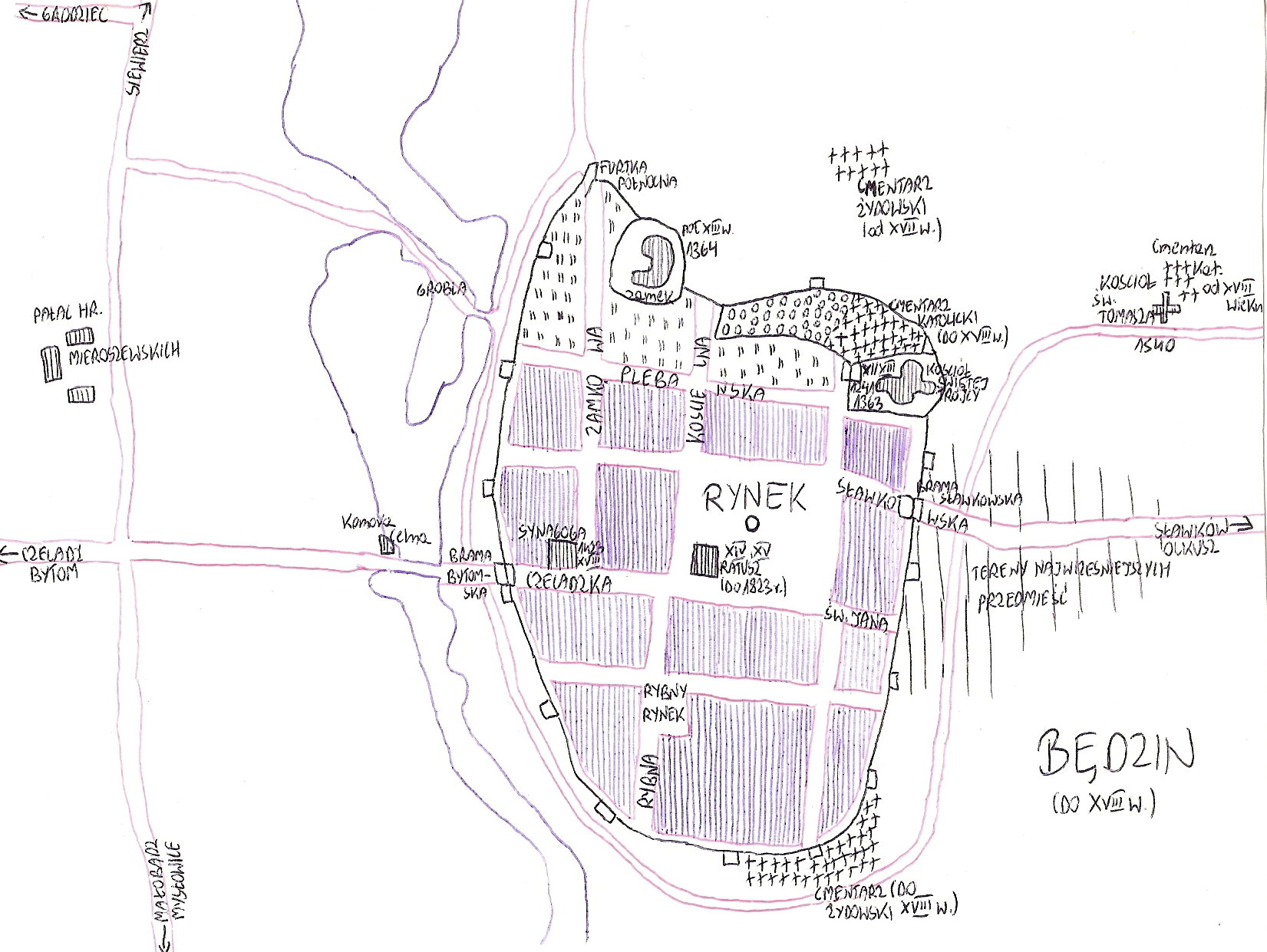
Plan Starego Miasta z rynkiem (stan na XVIII wiek)
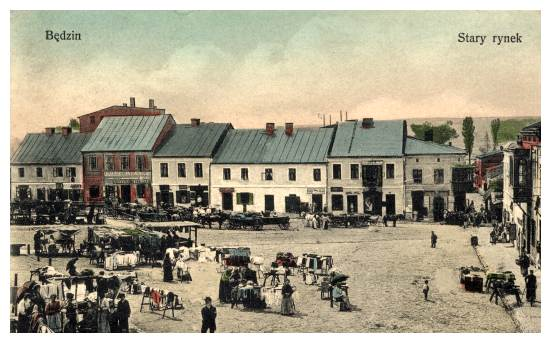
Stary Rynek na pocztówce (1. połowa XX wieku)
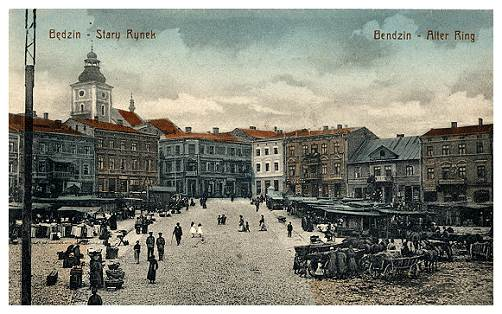
Stary Rynek na pocztówce (1915)
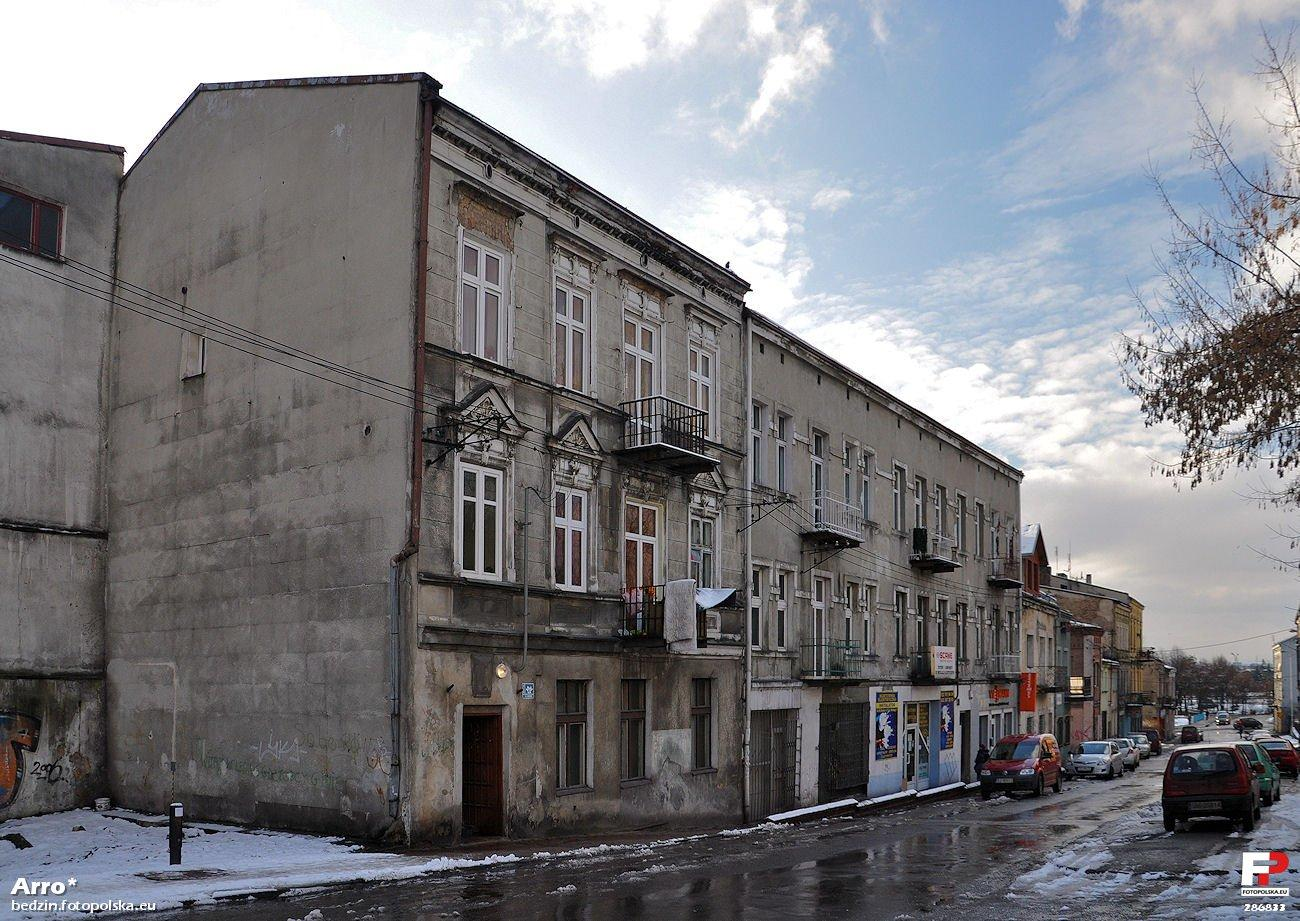
Pozostałość wschodniej pierzei Starego Rynku (2012)